# Enyaliopsis maculipes
Enyaliopsis maculipes är en insektsart som beskrevs av Sjöstedt 1926. Enyaliopsis maculipes ingår i släktet Enyaliopsis och familjen vårtbitare. Inga underarter finns listade i Catalogue of Life.